# Necrophagia
Necrophagia est un groupe de death metal américain, originaire de Wellsville, dans l'Ohio. Formé en 1983, le groupe est considéré comme l'un des pionniers du genre.

## Biographie

### Débuts
Necrophagia se popularise dans la scène underground et le genre metal extrême au début des années 1980. Leur premier album, Season of the Dead, est enregistré et publié en 1987. En 1990, ils publient Ready for Death, enregistré en 1986, qui devait initialement être le premier album.
Le groupe se sépare à cause de divergences musicales jusqu'en 1997, lorsque le chanteur Killjoy décide de reformer le groupe avec le futur chanteur de Pantera, Phil Anselmo (sous le pseudonyme Anton Crowley) à la guitare, Wayne Fabra à la batterie, et Dustin Havnen à la basse. Cette formation publie l'album Holocausto de la Morte et l'EP Black Blood Vomitorium. Havnen est remplacé par Jared Faulk, et le leader de Gorelord, Frediablo, se joint à eux comme second guitariste, tandis qu'Opal Enthroned (a.k.a. Stephanie Opal Weinstein puis épouse d'Anselmo) se joint aux claviers. La formation publie l'EP Cannibal Holocaust en 2001 avant de se séparer, laissant Killjoy et Frediablo comme les seuls membres restants pendant une brève période.

### Death Trip 69
En 2002, Killjoy annonce la nouvelle formation de Necrophagia. Lui et Frediablo sont rejoints par le frère de Frediablo, Fug, à la guitare, Iscariah (ex-Immortal) à la basse, Titta Tanni à la batterie, et Mirai Kawashima du groupe de black metal avant-garde Sigh aux claviers. Ils publient aussi les albums The Divine Art of Torture et Harvest Ritual Vol. 1, ainsi que l'EP Goblins Be Thine.
Frediablo quitte le groupe à la fin de 2005 pour se consacrer à son autre groupe Gorelord, et est remplacé par Undead Torment. Le 6 juin 2006, Necrophagia publie Slit Wrists and Casket Rot, un album live de leur tournée Harvesting the Dead. Le 22 décembre 2007, Necrophagia annonce la sortie de Death Trip 69 pour l'été, suivi par une grande tournée, mais la sortie de l'album est repoussée. Il est officiellement publié en mai 2011, et fait participer plusieurs musiciens comme Casey Chaos du groupe américain Amen, et Maniac, ancien chanteur de Mayhem.

### WhiteWorm Cathedral
Selon la page Facebook du groupe, Necrophagia prévoit la sortie d'un nouvel album, WhiteWorm Cathedral, à Halloween en 2012. L'album est cependant repoussé à cause de démêlés judiciaires. Le 19 avril 2014, le groupe annonce plus de détails sur l'album, qui est mixé par Jaime Gomez Arellano, qui a travaillé avec Ghost et Cathedral. WhiteWorm Cathedral est publié le 26 octobre 2014 en Europe, et le 28 octobre 2014 en Amérique du Nord.
Entre mai et juin 2015, Necrophagia joue avec 1349 à leur tournée Chaos Raids North America,.

## Membres

### Membres actuels
- Killjoy (Frank Pucci) - chant
- Iscariah (Stian Smorholm) - basse
- Fug - guitare
- Titta Tani - batterie
- Undead Torment - guitare
- Opal Enthroned (Stephanie Opal Weinstein) - claviers

### Anciens membres
- Fug - guitare
- Frediablo - guitare
- Phil Anselmo - guitare
- Larry « Madthrash » Madison - guitare
- Ben « Killer » Martin - guitare
- Iscariah - basse
- Jared Faulk - basse
- Dustin Havnen - basse
- Bill « Blaster » Bork - basse
- Titta Tani - batterie
- Wayne Fabra - batterie
- Joe « Voyer » Blazer - batterie
- Opal Enthroned - claviers
- Mirai Kawashima - claviers
- Undead Torment - guitare
- Boris Randall - guitare

## Discographie
- 1987 : Season of the Dead
- 1998 : Holocausto de la Morte
- 2003 : The Divine Art of Torture
- 2005 : Harvest Ritual Volume I
- 2006 : Slit Wrists and Casket Rot
- 2011 : Deathtrip 69'
- 2012 : Whiteworm Cathedral